# Stolnica San Zeno, Pistoia
Stolnica San Zeno (italijansko Duomo di Pistoia ali Cattedrale di San Zeno) je glavna verska stavba v  Pistoji, Toskana, osrednja Italija, ki stoji na Piazza del Duomo v središču mesta. Je sedež škofije Pistoia in je posvečena svetemu Zenu iz Verone.
Najverjetneje je bila zgrajena v 10. stoletju, ima fasado v romanskem slogu, ki jo navdihujejo druge cerkve v Pistoji (San Bartolomeo in San Jacopo). Notranjost ima glavno in dve stranski ladji, s prezbiterijem in kripto. Obnovljena je bila v letih 1952–1999, ko so cerkvi vrnili prvotno obliko.

## Zgodovina
Razmišljalo se je, da je v Pistoji obstajala manjša stolnica že v 5. stoletju, saj je takrat že bil škof. Vendar pa lokacija takšne stavbe ni znana: možna mesta so kjer je sedanja stavba, Pieve di Sant'Andrea ali San Pier Maggiore.
Prva omemba stolnice je bila leta 923. Diploma cesarja Otona III. se je leta 998 nanašala na staro krščansko stavbo med trgom Piazza del Duomo in mestnim stražnim stolpom. Leta 1108 je stolnico poškodoval ogenj in verjetno je bila obnovljena v naslednjih nekaj desetletjih, saj je  leta 1145 v njej škof sveti Atto posvetil oltar svetega Jakoba. Leta 1202 je požar spet poškodoval stolnico. Leta 1274–1275 so bile stranske ladje prekrite z oboki, leta 1287 pa se je začel izdelovati nov oltar. Leta 1298 je prišlo do nadaljnje škode, ki jo je povzročil potres. Leta 1336 je bil na zahodni strani postavljen kip sv. Zena, ki ga je izdelal Jacopo di Mazzeo.
Med letoma 1379 in 1440 je bila fasada rekonstruirana z dodatkom treh vrst lož in portikom. Leta 1504 je bilo naročeno Andrei della Robbiji da naredi dekoracijo arhivolta (za katerega je ustvaril girlando z rastlinskimi temami in sredi grebena Opera di San Jacopo), portik in lunete z bas-reliefi nad osrednjim portalom, ki prikazujejo Marijo z otrokom in angeli. Dela je končal leta 1505.
Leta 1598–1614 je bil porušen srednjeveški kor, stranske kapele so bile spremenjene in prvotno apsido je zamenjala baročna tribuna, ki jo je nadgradila kupola, ki jo je zasnoval Jacopo Lafri, medtem ko so glavno ladjo pokrivali novi križni oboki. Prav tako je bila izvedena dekoracija stropa tribune, dodane pa so bile slike na istem območju in v glavni kapeli. Leta 1721 so na fasado dodali kip svetega Jakoba, ki ga je naredil Andrea Vaccà. Med letoma 1952 in 1966 so bila ob obnovi srednjeveška okna zamenjana z baročnmi in odstranjeni oboki nad stransko ladjo.

## Notranjost
Tla prezbiterija so dvignjena zaradi kripte pod njim, ladje so ločene s stebri, imajo oboke in lesene obrobe. Desno stransko ladjo je nekoč zasedala kapela sv. Jakoba, ki jo je sredi 12. stoletja zgradil škof Atto, da bi hranila relikvije svetega Jamesa iz  Santiaga de Compostele. Srebrni oltar svetnika danes vidimo v kapeli Križanja.

### Kapela blaženega zakramenta
Kapela blaženega zakramenta (Capello del Santissimo Sacramento), v kateri je tabernakelj, je znana tudi kot kapela svetega Donata iz slike na desni steni, ki prikazuje Marijo na prestolu med svetima Janezom Krstnikom in Donatom (1475–1486 ). Slika je bila naročena pri Andrei del Verrocchiu s strani dedičev Donata de' Medici, ki jo je začel, vendar dokončal Lorenzo di Credi. Škof poleg Marije je bil identificiran kot sveti Zeno. Na sredini je Marijino vnebovzetje Giovan Battista Paggija (1590-1600), poleg vhoda je grobnica Donata de' Medici (1475), pripisana Antoniu Rossellinu.

### Kapela Križanja
V kapeli je oltar svetega Jakoba v reliefni srebrni pločevini, ki je bil sem premaknjen leta 1953. Izdelava se je začela leta 1287, ko je Andrea di Jacopo d'Ognabene naročil, da predstavi Marijo in otroka za zadnjim delom oltarja in za sprednji del Zgodbe iz Nove zaveze, Kristus v slavi med Marijo in svetim Jakobom in Tri zgodbe svetega Jakoba, in končala leta 1316. Poleg tega je Pace di Valentino, sienski zlatar, izdelal nekatere figure okoli svetega Jakoba . Giglio Pisano je izdelal velik srebrn kip, ki prikazuje svetega Jakoba na prestolu (1349–1353), naročilo kot zahvala po koncu črne smrti leta 1348.
Dva stranska antependija sta med letoma 1361 in 1371 izdelala Leonardo di Ser Giovanni in Francesco Niccolai, z zgodbo Stare zaveze in zgodbe svetega Jakoba. Druga dela so apostoli, sveti Eulalij, škof Atto, sveti Janez Krstnik in Saloma Piera d'Arrigo Tedesca (1380–1390), Kristus v slavi s svetim Antonom opatom in svetim Štefanom in obok Nofri di Buta in Atto di Piero Braccinija (1394–1398).
Filippo Brunelleschi je okrasil sprednji del z dvema poprsjema prerokov (1401). Druge strani so okrasili Piero d'Antonio da Pisa in Domenico da Imola.
- Notranjost ponoči
- Oltar svetega Jakoba.
- Križanje,  Coppo di Marcovaldo.
- Obok v prezbiteriju

### Ladje
Dela v južni stranski ladji so:
- Triptih Križanje med Marijo, svetim Janezom, Jeromom in Jakobom (1424) neznanega umetnika.
- Kopija Oznanjenja, Domenico Cresti
- Križanje (1274), ki sta ga izdelala Coppo di Marcovaldo in njegov sin Salerno. Vključuje šest plošč: Aretacija Jezus, Kristus pred duhovniki, Snemanje s križa, Polaganje Jezusa v grob, Tri Marije ob grobu
- Grobnica Cino Sinibuldi da Pistoia (1337), pripisana Agostino di Giovanniju

Dela v severni stranski ladji so:
- Spomenik kardinalu Niccolò Forteguerriju, ki ga je Andrei del Verrocchiu naročil Consiglio Generale iz Pistoije leta 1473. Po smrti Verrocchia (1488) je delo končal Lorenzo Lotti, znan kot il Lorenzetto, s kipom Usmiljenosti. Sedanji prostor in druge podrobnosti so bile izvedene leta 1753.
- Madonna delle Porrine, freske iz 14. stoletja neznanega umetnika.
- Kip papeža Leona XI., škofa Pistoje leta 1573 (1618), tudi od neznanega umetnika.
- grobnica škofa Federica Alamannija (1776), neznan umetnik.
- Mučeništvo svetega Sebastjana, neznan umetnik (17. stoletje).

### Prezbiterij
Obok prezbiterija je poslikan s freskami Domencia Crestija, ki prikazuje Očeta v slavi, Padec uporniških angelov, Padec Adama in Oznanjenje (1602). Orgle so iz leta 1793.
V apsidi je slika Cristofana Alorija, ki prikazuje Vstajenje (1606–1610), poleg tega pa sta dva kipa svetega Zena in svetega Jakoba (1609), pripisana šoli Giambologne. Desno od visokega oltarja so Binkošti Gregorio Paganija (1602), na levi pa je Venbohod Benedetta Velija (1606).
Salerno di Coppo je izdelal fresko Marija in otrok na pilastru v ladji (1475). Na desni je bronast svečnik Masa di Bartolomea (1442), v levi stranski ladji je kenotaf škofa Gherarda Gherardija (1703), desno pa grob škofa Alessandra Del Caccia (1650) in nagrobni spomenik škofa Leona Strozzija (1695), neznanih kiparjev.
Prižnico je oblikoval Giorgio Vasari (1560). Zraven desnega vhoda je izrezljana posoda za sveto vodo, pripisana delavnici Nicole Pisana.

### Drugo
V kapeli Poslednje sodbe so fragmenti freske Giovannija da Ponte iz leta 1420–1425. Bočni stenski fragmenti so nedavno opredeljeni kot prikaz Dantejevega Pekla. 
Grobnica je tista iz romanske zgradbe in je bila prvotno razdeljena na osrednji in stranski prostor s stebri in imela tri apside. Po izgradnji baročne tribune je bila centralna soba uničena in  stranski zažgani. Po obnovitvi leta 1960 so tu našli dva kapitela, fragmente stebrov, fragmente fresk iz 12. stoletja in dve marmorni plošči iz poznega 12. stoletja.
Krstilnik, ki ga je zasnoval Benedetto da Maiano (1497) je na levi strani glavnega vhoda. V timpanonu nad slednjim je tudi freska iz 13. stoletja neznanega mojstra, poleg desnega vhoda pa so freske Vrlin Bonaccorsa di Cina (1347) in blizu levega vhoda grobnica škofa Baronta Ricciardija. (14. stoletje).